# Shabooh Shoobah
Shabooh Shoobah è il terzo album degli INXS, pubblicato nel 1982 da Atco Records.

## Tracce
1. The One Thing - 3:23 (Andrew Farriss - Michael Hutchence)
2. To Look at You - 3:54 (Andrew Farriss)
3. Spy of Love - 3:55 (Andrew Farriss - Michael Hutchence)
4. Soul Mistake - 2:56 (Andrew Farriss - Michael Hutchence)
5. Here Comes - 2:59 (Andrew Farriss - Michael Hutchence)
6. Black and White - 3:39 (Andrew Farriss - Michael Hutchence)
7. Golden Playpen - 3:02 (Michael Hutchence - Kirk Pengilly)
8. Jan's Song - 3:19 (Andrew Farriss - Michael Hutchence)
9. Old World New World - 3:37 (Andrew Farriss - Michael Hutchence)
10. Don't Change - 4:24 (INXS)

## Formazione
- Michael Hutchence - voce
- Tim Farriss - chitarra
- John Farriss - batteria
- Andrew Farriss - tastiere, armonica
- Kirk Pengilly - chitarra, sassofono e voce
- Garry Beers - basso e voce